# 23924 Premt
23924 Premt là một tiểu hành tinh vành đai chính với chu kỳ quỹ đạo là 1359.9036856 ngày (3.72 năm).
Nó được phát hiện ngày 16 tháng 9 năm 1998.